# Серхіо Гарсія Фернандес
Серхіо Гарсія Фернандес (ісп. Sergio García Fernández, 9 січня 1980) — іспанський гольфіст, переможець понад 30 міжнародних турнірів, зокрема The Players Championship у 2008-у та Мастерз у 2017-у.
Гарсія грав у  Кубках Райдера: 1999, 2002, 2004, 2006, 2008, 2012, 2014, 2016 та 2018 років, і приніс Європі 25,5 очок, більше ніж будь-який інший гольфіст.

## Зовнішні посилання
- Досьє на сайті PGA-туру
- Досьє на сайті Європейського туру